# Kateřina Podhorská-Kometová

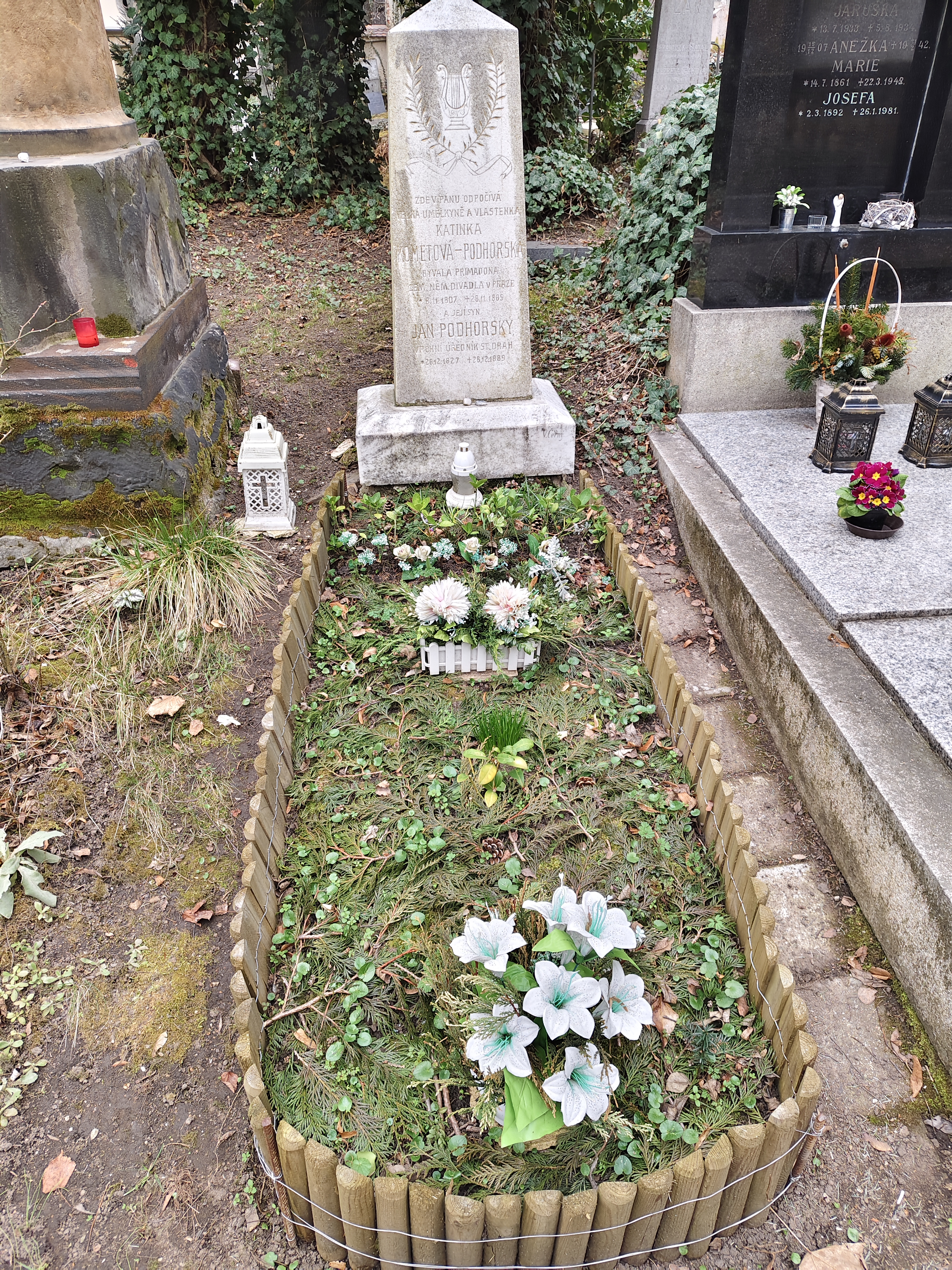
Hrob na pražských Olšanských hřbitovech (hřbitov: V, oddělení: 12, hrob číslo: 46)

Kateřina Podhorská-Kometová, rozená Kometová, psána též německy Katharina Comet, (8. listopadu 1807 Praha – 28. listopadu 1889 tamtéž) byla česká operní pěvkyně, primadona opery Stavovského divadla v Praze, významná postava rozvoje českého operního divadla a divadla v Čechách obecně v době probíhajícího procesu Národního obrození.

## Život

### Mládí
Narodila se v Praze v rodině knihaře a kostelníka Kašpara Kometa. Brzy po narození osiřela a po krátkém pobytu u chudých pěstounů si ji roku 1811 adoptovala divadelní pěvkyně a její příbuzná Tekla Baťková-Podleská. Kateřina tak vyrůstala v divadelním prostředí a u své opatrovnice se školila ve zpěvu a hudbě.

### Kariéra

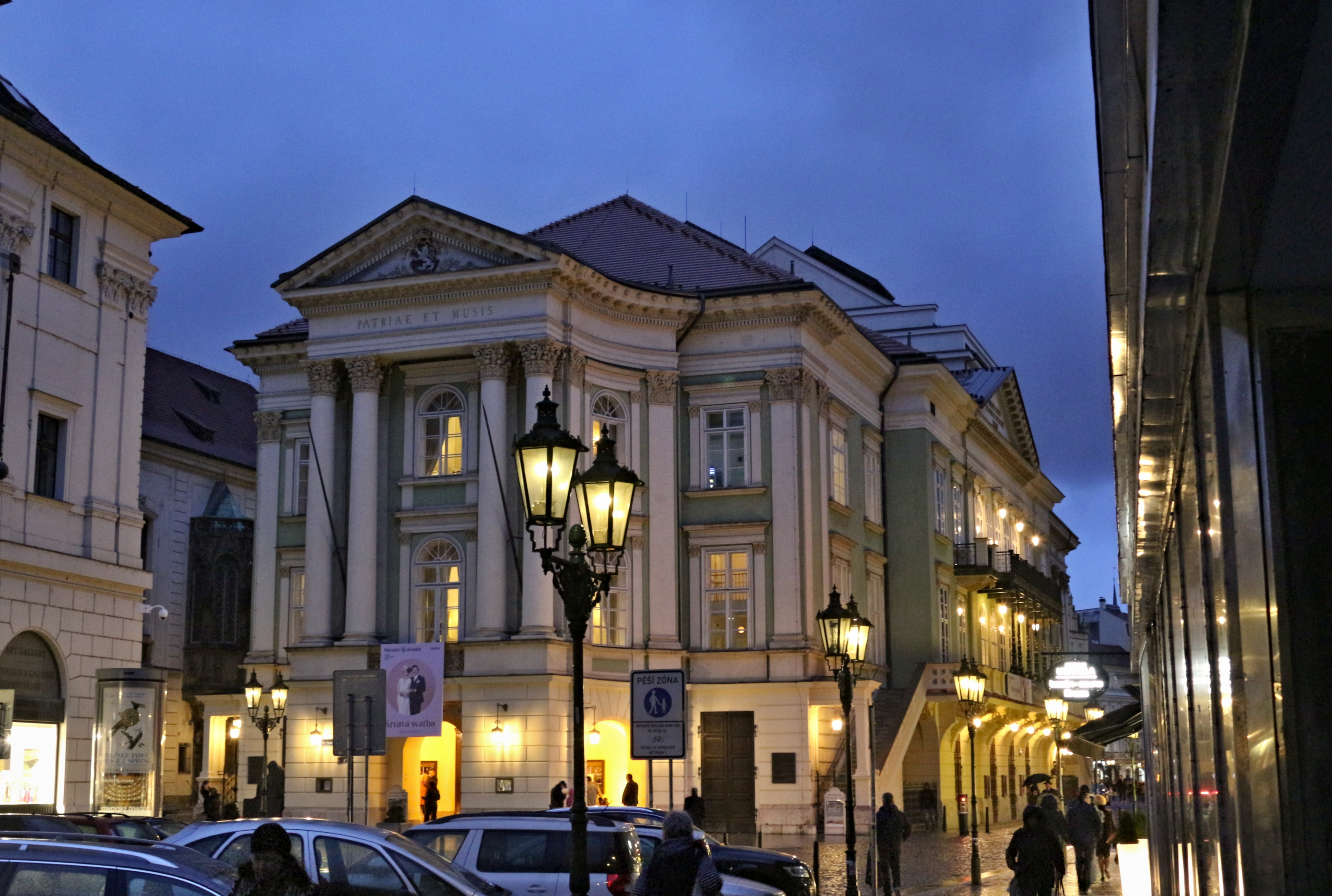
Stavovské divadlo v Praze, stálá scéna Kateřiny Podhorské-Kometové

Své první divadelní vystoupení absolvovala rolí Nanette při premiéře opery Červená karkulka (Das Rotkäppchen) Françoise Adriena Boieldieua ve Stavovském divadle 28. listopadu 1819. Již v první inscenaci, kde byla angažována, pěvecky i herecky vynikla, hned roku 1820 tedy přijala angažmá divadelního ředitele Johanna Friedricha Rochlitze k hostování v Lipsku, kde pobyla dva roky. Dostala zde nabídku stálého angažmá, místo toho ale odcestovala se svou pěstounkou k vévodkyni Kuronské na Zaháňské panství, aby se zde společensky vzdělávala. Následně se vrátila do Prahy, kde nadále divadelně působila, především ve Stavovském divadle, a to jak v německy, tak česky zpívaných představeních. 21. února 1827 se provdala za Matyáše Podhorského, následně začala umělecky užívat manželovo příjmení. Počali spolu dva syny, Jana *1826 a Ferdinanda *1841.
Za svou kariéru ztvárnila více než stovku rolí v operních představeních a zpěvohrách, především od autorů zahraničních autorů GIoacchina Rossiniho, Giaccoma Meyerbeera, Wolfganga Amadea Mozarta, Gaetana Donizettiho, Alberta Lortzinga či Daniela Aubera, stejně tak jako řadu český rolí, v závěru své kariéry, především v operách Františka Škroupa. Spolupracovala s předními profesionály českého a německého divadla v Praze. Zde ve 20. a 30. letech 19. století platila za nejlepší českou operní pěvkyni, která svými profesními kvalitami pozvedá národní jazyk na úroveň srovnatelnou zejména s dominující němčinou. Na jeden z jejích uměleckých výkonů sepsal oslavnou báseň též básník František Ladislav Čelakovský.
Svou profesionální kariéru zakončila roku 1849 rolí Marie v opeře Václava Viléma Würfela Krakonoš, na jevišti se pak ještě několikrát nepravidelně objevovala. V srpnu roku 1889 ji ředitel Nového německého divadla Angelo Neumann zval do ředitelské lóže k premiéře Jessondy od Louise Spohra, jejíž první nastudování v Čechách Podhorská ztvárnila, z důvodu nemoci se však již nemohla zúčastnit.

### Úmrtí
Kateřina Podhorská-Kometová zemřela 28. listopadu 1889 v Praze ve věku 82 let. Byla pohřbena na Olšanských hřbitovech.

## Titulní role (výběr)
- Růženka, Škroup: Dráteník (1826)
- Romeo, Bellini: Montekové a Kapuleti (1833)
- Theophila, Auber: Komedianti (1842)
- Adina, Donizetti: Nápoj lásky (1840)